# Iberocypris
Iberocypris is een geslacht van straalvinnige vissen uit de familie van karpers (Cyprinidae).

## Soort
- Iberocypris palaciosi Doadrio, 1980